# Місто під ударом
«Місто під ударом» (рос. «Город под ударом») — радянський фантастичний художній фільм 1933 року, знятий режисерами Юрій Геника і Михайлом Степановим на студії «Союзфільм».

## Сюжет
Агітаційний фільм про високий технічний рівень радянської військової техніки, зроблений у вигляді фантастичного памфлету.

## У ролях
- Микола Боголюбов — Огнєв, начальник радянської ППО
- Софія Соколова — Галина, сестра Огнєва
- Борис Ліванов — Карл Рунге, інженер
- Микола Подгорний — професор Рунге
- Лев Фенін — генерал Вар
- В. Лаврентьєв — полковник Массальський
- Олександр Антонов — начальник авіації
- Георгій Бобинін — штабс-капітан Благонадьожних
- Костянтин Чугунов — Яким Іванович, майстер

## Знімальна група
- Режисери — Юрій Геника, Михайло Степанов
- Сценаристи — Юрій Геника, Олександр Філімонов
- Оператор — Сергій Лебедєв
- Художники — Андрій Нікулін, Юрій Швець